# 桃園市政府教育局
桃園市政府教育局（英：Department of Education, Taoyuan），簡稱桃園市教育局，是桃園市政府一級機關。

## 歷史
- 1950年，桃園縣設縣，桃園縣政府教育科下設中等教育股、國民教育股、社會教育股。
- 1968年，九年國民義務教育實施，桃園縣政府教育科改為桃園縣政府教育局，下設學務管理課、國民教育課、社會教育課、體育保健課、人事課。
- 2008年，依《地方制度法》修正條文規定，桃園縣政府教育局改為桃園縣政府教育處，下設教育設施科、創新發展科、學務管理科、終身學習科、數位教育科、體育保健科。
- 2011年桃園縣升格準直轄市，桃園縣政府教育處改為桃園縣政府教育局，下設中等教育科、國小教育科、特殊及幼兒教育科、終身學習科、體育保健科、教育設施科、秘書室、會計室、人事室、政風室、督學室。
- 2012年7月1日，桃園縣政府教育局裁撤特殊及幼兒教育科，增設特殊教育科、幼兒教育科。
- 2014年桃園縣改為桃園市，桃園縣政府教育局改為桃園市政府教育局，增設學輔校安科、資訊及國際教育科。
- 2017年，桃園市政府教育局增設高級中等教育科，裁撤督學室，學輔校安科更名為學輔校安室，中等教育科更名為國中教育科，資訊及國際教育科更名為資訊及科技教育科。

## 組織編制

### 局本部
- 局長（1人，比照簡任第十三職等）
  - 副局長（2人，簡任第十一職等）
  - 主任秘書（1人，簡任第十職等）
  - 專門委員（2人，簡任第十職等）
    - 科長（9人，薦任第九職等）
    - 主任（1人，薦任第九職等）
    - 秘書（2人，薦任第八職等至第九職等）
    - 督學（6人，薦任第八職等至第九職等）
    - 專員（9人，薦任第八職等至第九職等）
    - 技正（1人，薦任第八職等至第九職等）
    - 股長（16人，薦任第八職等）
    - 科員（41人，委任第五職等或薦任第六職等至第七職等）
    - 技士（6人，委任第五職等或薦任第六職等至第七職等）
    - 管理師（1人，委任第五職等或薦任第六職等至第七職等）
    - 營養師（2人，師(三)級）
      - 助理員（18人，委任第四職等至第五職等）
      - 技佐（2人，委任第四職等至第五職等）
      - 助理管理師（1人，委任第四職等至第五職等）
      - 辦事員（4人，委任第三職等至第五職等）
      - 書記（2人，委任第一職等至第三職等）

#### 學輔校安室
- 主任（1人，薦任第九職等或上校）
  - 專員（1人，薦任第八職等至第九職等或中校、上校）
  - 股長（1人，薦任第八職等或中校）
  - 科員（4人，委任第五職等或薦任第六職等至第七職等或中尉、上尉或少校）
    - 助理員（2人，委任第四職等至第五職等）
    - 書記（1人，委任第一職等至第三職等）

### 業務單位
- 高級中等教育科
- 國中教育科
- 國小教育科
- 幼兒教育科
- 教育設施科
- 體育保健科
- 終身學習科
- 特殊教育科
- 資訊及科技教育科
- 學輔校安室

### 輔助單位
- 人事室
- 秘書室
- 會計室
- 政風室

### 附屬機構
- 家庭醫學中心

### 管理學校
根據2013年度資料顯示：
- 國民小學：189間，班級數約5500班，學生人數約十四萬四千人
  - 公立國民小學：185間（約98%)
  - 私立國民小學：4間（約2%）
- 國民中學：57間，約2500班，學生人數約七萬五千人。
  - 公立國民中學：57間（約100%）
- 高級職業學校、高級中學：27間，約1700班，學生人數約七萬八千人。
  - 市立高級中學、高級職業學校：7間（約26%）
  - 國立高級中學、高級職業學校：6間（約22%）
  - 私立高級中學、高級職業學校：16間（約52%）
- 大專院校：15間，約430班，學生人數約十二萬人。
  - 公立大專院校：4間
  - 私立大專院校：11間

## 外部連結
- 桃園市政府教育局 （页面存档备份，存于）（中文）（英文）